# 锦江区
锦江区是中华人民共和国四川省成都市的一个市辖区，位于成都市的中心城区（即五城区）的东南侧，原名东城区，因流经其区域的锦江得名，是成都市乃至四川省、西南地区的传统商贸中心区域和经济、文化中心区域、四川省人民代表大会和四川省人民政府驻地。锦江区与成都市青羊区、武侯区、成华区、龙泉驿区和双流区相邻。

## 历史沿革
今锦江区辖区为古华阳县地。1990年1月，经国务院批准，撤销成都市东城区、西城区、金牛区，设立成都市锦江区、青羊区、金牛区、成华区、武侯区，其中锦江区继承了原东城区的大部分和原金牛区的琉璃场、三圣两乡。原辖18个街道、2个乡，2001年调整为13个街道、2个乡。2004年，经四川省人民政府批准，撤销琉璃乡、三圣乡，设立柳江街道、成龙路街道、三圣街道。至此锦江区所属全部区域均实行街道办事处管理体制。

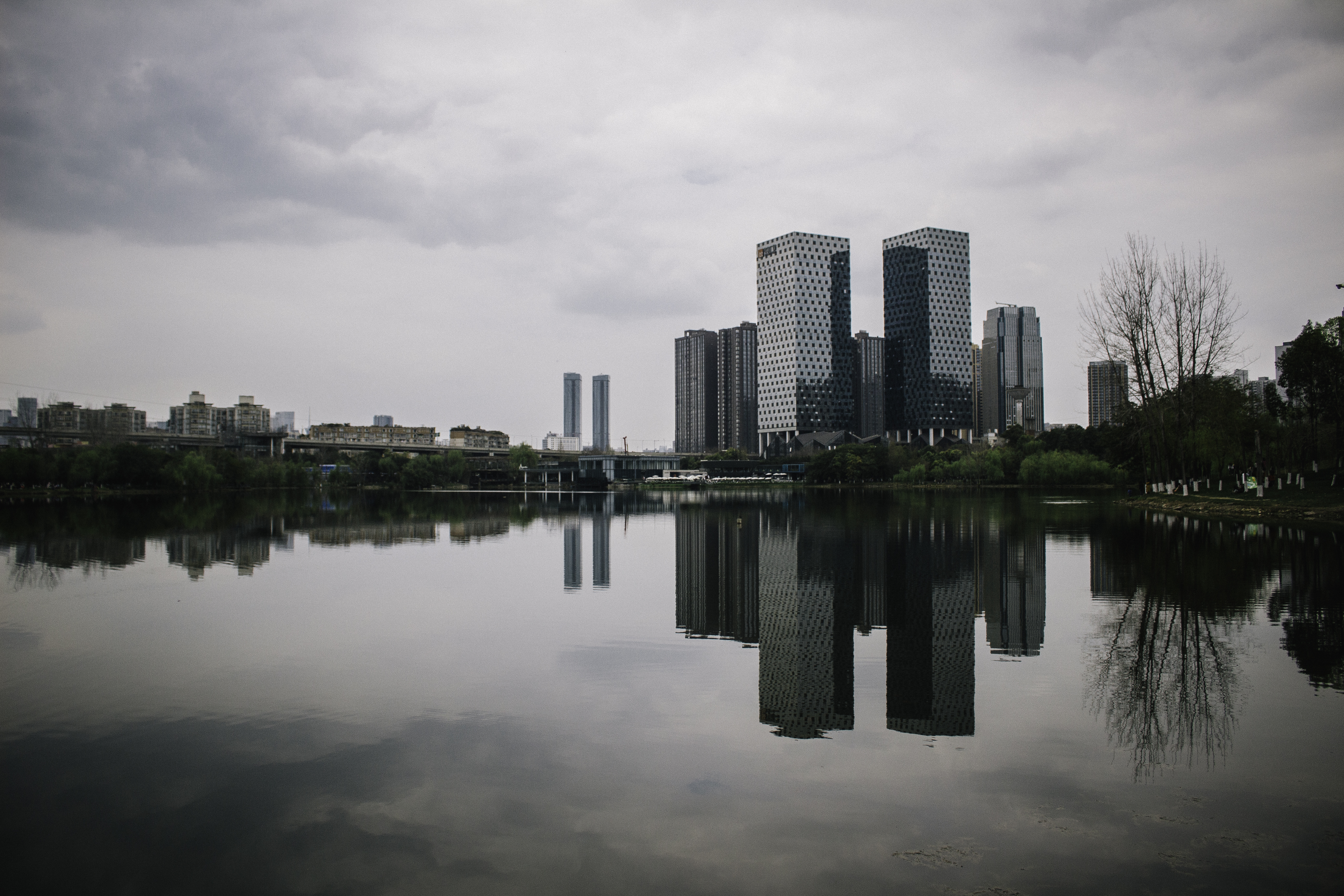
成都锦江区东湖公园，从湖面眺望成都二环路。

## 行政区划
锦江区下辖11个街道办事处：
锦官驿街道、东湖街道、锦华路街道、春熙路街道、书院街街道、牛市口街道、沙河街道、狮子山街道、成龙路街道、柳江街道和三圣街道。

## 现任领导
| 机构     | · 中国共产党 · 成都市锦江区委员会 · 书记 | 成都市锦江区人民代表大会 常务委员会 主任 | 成都市锦江区人民政府 区长 | · 中国人民政治协商会议 · 成都市锦江区委员会 · 主席 | 成都市锦江区监察委员会 主任 |
| -------- | ---------------------------------------- | ---------------------------------------- | ------------------------- | -------------------------------------------------- | --------------------------- |
| 姓名     | 陈历章                                   | 何立祥                                   | 王乾                      | 张松                                               | 余治平                      |
| 民族     | 汉族                                     | 汉族                                     | 布依族                    | 汉族                                               | 汉族                        |
| 籍贯     | 四川省开江县                             | 四川省大邑县                             | 贵州省贞丰县              | 重庆市梁平区                                       | 四川省仪陇县                |
| 出生日期 | 1965年12月（59歲）                       | 1963年4月（61歲）                        | 1969年1月（56歲）         | 1963年5月（61歲）                                  | 1972年7月（52歲）           |
| 就任日期 | 2016年4月                                | 2016年12月                               | 2016年7月                 | 2012年2月                                          | 2018年2月                   |

## 人口
根据第七次人口普查数据，截至2020年11月1日零时，锦江区常住人口为902933人。

## 经济
古华阳县拥有悠久的商业历史，唐代便有“百业云集，市廛兴盛”之称。锦江区内有春熙路-盐市口商圈、红星路-大慈寺商圈、染坊街小商品集散地、成都远洋太古里、成都人民商场、成都红旗商场、成都第一和第二百货商场、成都百货大楼、四川国际商场等商业区，建有成都国际金融中心、锦江宾馆、四川宾馆、岷山饭店等，是国务院批准命名的“商贸繁华区”。
2017年，锦江区实现地区生产总值931.84亿元，增长8.0%。其中，第一产业增加值0.65亿元，同比增长0.5%；第二产业增加值103.52亿元，同比增长4.0%；第三产业增加值827.67亿元，同比增长8.5%。第一、第二、第三产业增加值比重分别为0.1：11.1：88.8。人均生产总值26378元，比上年同期净增3711元。规模以上工业增加值增速达到11.5%。固定资产投资完成465.87亿元，同比增长8.4％。社会消费品零售总额实现956.29亿元，同比增长10.9％。进出口总额达55亿元，有世界500强企业131家，占成都市46%。

## 景点
- 春熙路步行街、红星路步行街、太古里
- 安顺廊桥、合江亭
- 四川师范大学
- 大慈寺
- 三圣乡五朵金花(荷塘月色、东篱菊园、江家菜地、幸福梅林、花乡农居)
- 水井坊遗址
- 活水公园、塔子山公园、白鹭湾湿地公园、东湖公园、东部副中心市政公园